# Lasioderma n. sp.
Lasioderma n. sp. är en skalbaggsart. Lasioderma n. sp. ingår i släktet Lasioderma, och familjen trägnagare. Arten är reproducerande i Sverige.